# Vesna Ćuro-Tomić
Vesna Ćuro-Tomić (Sarajevo, 1954.), hrvatska autorica.

## Životopis
Osnovnu školu i gimnaziju završila je u Zagrebu, gdje je i diplomirala na Filozofskom fakultetu engleski jezik i književnost i komparativnu književnost. Osim kratkotrajnih honorarnih novinarskih poslova u dnevnim novinama, čitav radni vijek provela je na Hrvatskoj televiziji, najprije kao suradnica, a zatim kao urednica u press-službi, u redakciji za prezentaciju programa, te u redakciji filmskog programa, gdje i sada radi.
Udana je i ima dvoje djece.[nedostaje izvor]
Vesnine knjige prvi su naslovi objavljeni na hrvatskom jeziku u EPUB formatu i preredjeni za čitanje putem iPad i iPhone. Izdavač je iBooks Hrvatska.

## Djela
- Taksi za televiziju (Algoritam, Zagreb, 2004.)
- Gola vučica (VBZ, Zagreb, 2006.);
- The Naked She-Wolf (Hade Publishing Ltd, London, 2014.)
- Crna vreća (24 sata, Balkan Noir, Zagreb, 2015.)
- Lice iza ogledala (24 sata, Balkan Noir, Zagreb, 2017.)
- Knjiga troškova (Disput, Zagreb, 2024.)

## Vanjske poveznice
- Vesna Ćuro-Tomić